# Invercargill

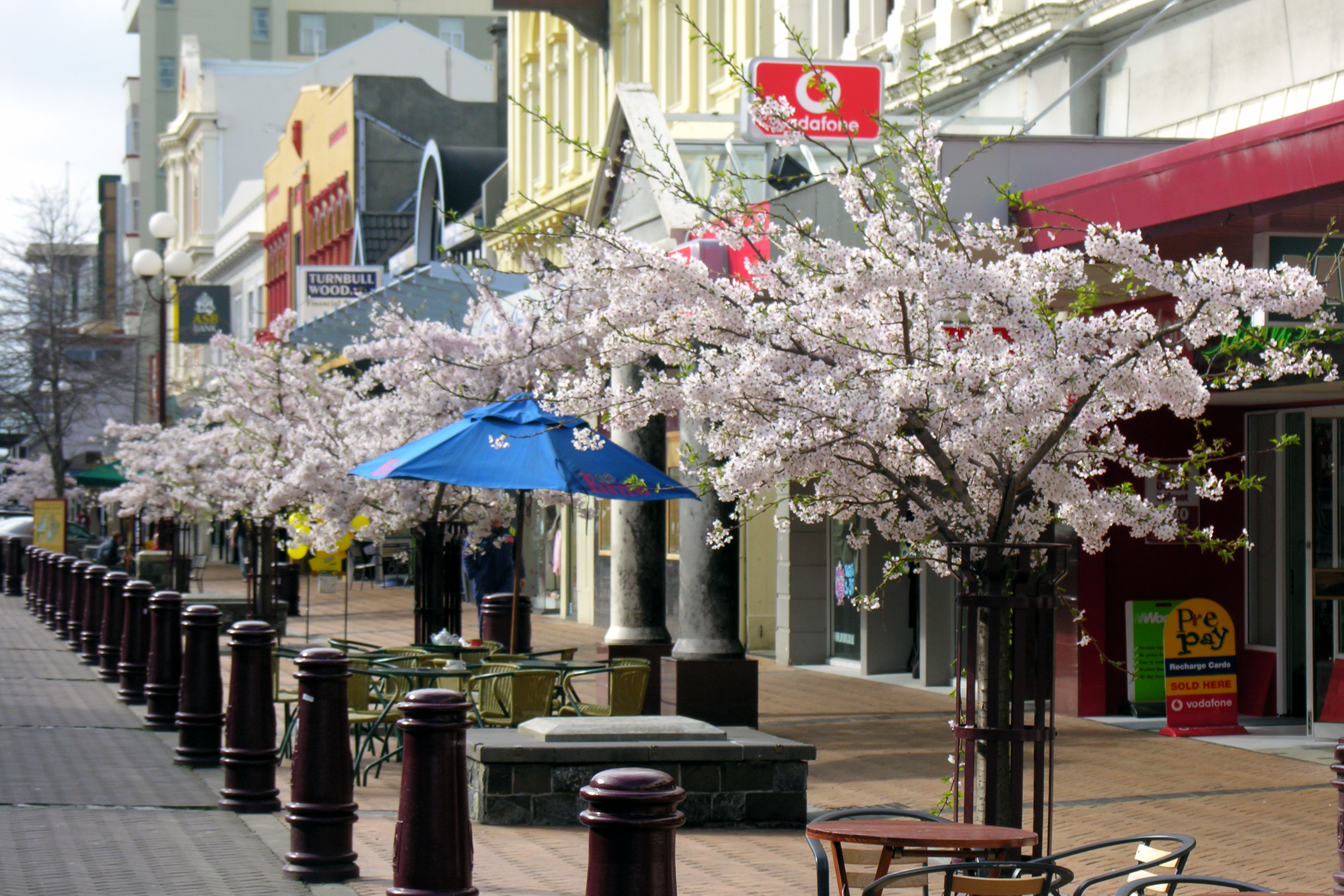
Phố Esk, một trong những phố mua sắm chính của Invercargill.

Invercargill (Waihōpai trong tiếng Māori) là thành phố ở New Zealand, bên bờ nam của South Island. Thành phồ này nằm ở bên cửa sông Waihopai, có bến cảng New River của eo biển Foveaux. Invercargill là một thành phố nghỉ dưỡng với khu vực câu cá ở tây bắc, có các cảnh quan đẹp. Khu vực nỳa có dân định cư thập niên 1850 và lập thành phố năm 1871. Thành phố này nằm trong khu vực các nông trang trù phú, thành phố có các ngành công nghiệp: chế biến sữa, len, chế biến thực phẩm, phân bón, máy móc. Thành phố Invercargill là thành phố cực nam và cực tây của New Zealand, cũng là một trong những khu định cư cực nam trên thế giới. Thành phố này có cảng Bluff nắm cách thành phố 18 km về phía nam.
Invercargill có Southern Institute of Technology, một trường đã đưa ra chính sách miễn học phí.

## Khí hậu
| Dữ liệu khí hậu của Invercargill (1981–2010) | Dữ liệu khí hậu của Invercargill (1981–2010) | Dữ liệu khí hậu của Invercargill (1981–2010) | Dữ liệu khí hậu của Invercargill (1981–2010) | Dữ liệu khí hậu của Invercargill (1981–2010) | Dữ liệu khí hậu của Invercargill (1981–2010) | Dữ liệu khí hậu của Invercargill (1981–2010) | Dữ liệu khí hậu của Invercargill (1981–2010) | Dữ liệu khí hậu của Invercargill (1981–2010) | Dữ liệu khí hậu của Invercargill (1981–2010) | Dữ liệu khí hậu của Invercargill (1981–2010) | Dữ liệu khí hậu của Invercargill (1981–2010) | Dữ liệu khí hậu của Invercargill (1981–2010) | Dữ liệu khí hậu của Invercargill (1981–2010) |
| Tháng                                        | 1                                            | 2                                            | 3                                            | 4                                            | 5                                            | 6                                            | 7                                            | 8                                            | 9                                            | 10                                           | 11                                           | 12                                           | Năm                                          |
| -------------------------------------------- | -------------------------------------------- | -------------------------------------------- | -------------------------------------------- | -------------------------------------------- | -------------------------------------------- | -------------------------------------------- | -------------------------------------------- | -------------------------------------------- | -------------------------------------------- | -------------------------------------------- | -------------------------------------------- | -------------------------------------------- | -------------------------------------------- |
| Trung bình ngày tối đa °C (°F)               | 18.7 (65.7)                                  | 18.6 (65.5)                                  | 17.1 (62.8)                                  | 14.9 (58.8)                                  | 12.3 (54.1)                                  | 10.0 (50.0)                                  | 9.5 (49.1)                                   | 11.1 (52.0)                                  | 13.1 (55.6)                                  | 14.4 (57.9)                                  | 15.8 (60.4)                                  | 17.5 (63.5)                                  | 14.4 (57.9)                                  |
| Trung bình ngày °C (°F)                      | 14.2 (57.6)                                  | 13.9 (57.0)                                  | 12.5 (54.5)                                  | 10.4 (50.7)                                  | 8.0 (46.4)                                   | 5.9 (42.6)                                   | 5.3 (41.5)                                   | 6.6 (43.9)                                   | 8.5 (47.3)                                   | 9.9 (49.8)                                   | 11.4 (52.5)                                  | 13.0 (55.4)                                  | 10.0 (50.0)                                  |
| Tối thiểu trung bình ngày °C (°F)            | 9.6 (49.3)                                   | 9.3 (48.7)                                   | 7.9 (46.2)                                   | 5.8 (42.4)                                   | 3.8 (38.8)                                   | 1.9 (35.4)                                   | 1.0 (33.8)                                   | 2.2 (36.0)                                   | 4.0 (39.2)                                   | 5.4 (41.7)                                   | 7.0 (44.6)                                   | 8.6 (47.5)                                   | 5.5 (41.9)                                   |
| Lượng Giáng thủy trung bình mm (inches)      | 115.0 (4.53)                                 | 87.1 (3.43)                                  | 97.4 (3.83)                                  | 95.9 (3.78)                                  | 114.4 (4.50)                                 | 104.0 (4.09)                                 | 85.2 (3.35)                                  | 75.6 (2.98)                                  | 84.2 (3.31)                                  | 95.0 (3.74)                                  | 90.4 (3.56)                                  | 105.0 (4.13)                                 | 1.149,3 (45.25)                              |
| Số ngày giáng thủy trung bình (≥ 1.0 mm)     | 13.0                                         | 10.3                                         | 12.3                                         | 12.3                                         | 15.3                                         | 15.6                                         | 14.2                                         | 12.8                                         | 13.1                                         | 13.8                                         | 13.3                                         | 14.3                                         | 160.4                                        |
| Độ ẩm tương đối trung bình (%)               | 80.6                                         | 83.3                                         | 84.2                                         | 85.3                                         | 87.0                                         | 87.7                                         | 88.1                                         | 85.8                                         | 81.3                                         | 80.0                                         | 78.2                                         | 78.6                                         | 83.3                                         |
| Số giờ nắng trung bình tháng                 | 185.9                                        | 167.2                                        | 142.6                                        | 117.2                                        | 87.5                                         | 78.7                                         | 97.9                                         | 123.0                                        | 139.8                                        | 173.0                                        | 181.3                                        | 188.2                                        | 1.682,2                                      |
| Nguồn: NIWA Climate Data                     |                                              |                                              |                                              |                                              |                                              |                                              |                                              |                                              |                                              |                                              |                                              |                                              |                                              |